# Biserica de lemn din Horecea
Biserica "Înălțarea Domnului" din cimitirul satului Horecea (Horecea Mânăstirii - azi suburbie a Cernăuților) datează din anul 1735 și este monument ocrotit de stat. În prezent se află într-o stare avansată de degradare, din anii '80 nemaifiind funcțională.
Biserica este un reușit exemplar de arhitectură veche moldovenească din lemn, cu pridvor închis pe latura de sud și acoperiș în patru ape din șindrilă.